# Сизоненко Олександр Олексійович
Олександр Олексійович Сизоненко (20 липня 1958 — 5 січня 2012) — радянський баскетболіст українського походження.
Сизоненко народився у селі Запоріжжя на Херсонщині, УРСР. Ймовірно, він був найвищою людиною, яка коли-небудь грала у професійний баскетбол. В 1991 році зі зростом у 2,45 м (8 футів) Сизоненко дістав звання найвищої людини світу за даними Світових рекордів Гіннеса. 

## Баскетбольна кар'єра
Сизоненко професійно грав за Спартак Ленінград (1976—1978) та за «Строитель Куйбышев» (1979—1986).
Сизоненко також був членом збірної СРСР з баскетболу та взяв участь у 12 іграх від цієї команди.

## Особисте життя
Він мешкав у Санкт-Петербурзі, був розведений, має сина Олександра, 1994 року народження. У 2011 році його перевели до лікарні в Санкт-Петербурзі, де він помер 5 січня 2012 року. Йому було 52 роки.